# South Imilit Island
South Imilit Island är en ö i Kanada.   Den ligger i territoriet Nunavut, i den östra delen av landet, 2 200 km nordväst om huvudstaden Ottawa. Arean är 2,6 kvadratkilometer.
Terrängen på South Imilit Island är mycket platt. Öns högsta punkt är 29 meter över havet. Den sträcker sig 2,1 kilometer i nord-sydlig riktning, och 2,4 kilometer i öst-västlig riktning.
Trakten runt South Imilit Island består i huvudsak av gräsmarker. Trakten runt South Imilit Island är nära nog obefolkad, med mindre än två invånare per kvadratkilometer.